# Renville (Minnesota)
Renville es una ciudad ubicada en el condado de Renville en el estado estadounidense de Minnesota. En el Censo de 2010 tenía una población de 1287 habitantes y una densidad poblacional de 356,98 personas por km².

## Geografía
Renville se encuentra ubicada en las coordenadas 44°47′16″N 95°12′52″O / 44.78778, -95.21444. Según la Oficina del Censo de los Estados Unidos, Renville tiene una superficie total de 3.61 km², de la cual 3.61 km² corresponden a tierra firme y (0%) 0 km² es agua.

## Demografía
Según el censo de 2010, había 1287 personas residiendo en Renville. La densidad de población era de 356,98 hab./km². De los 1287 habitantes, Renville estaba compuesto por el 96.81% blancos, el 0.08% eran afroamericanos, el 0.16% eran amerindios, el 0.31% eran asiáticos, el 0% eran isleños del Pacífico, el 1.94% eran de otras razas y el 0.7% pertenecían a dos o más razas. Del total de la población el 18.18% eran hispanos o latinos de cualquier raza.